# The Child Lovers: A Study of Paedophiles in Society
《The Child Lovers: A Study of Paedophiles in Society》是格倫·威爾遜和丹尼爾·N·考克斯（Daniel N. Cox）合著的書籍，於1983年經Peter Owen出版社出版。

## 背景
1970年代末期，西方社會開始對戀童持負面態度。英國恋童信息交换协会因支持降低最低合法性行為年齡的立場而受官方及法律打壓。美國女性主義者開始跟保守派共同對抗戀童者。該本著作的共同作者格倫·威爾遜曾研究異裝癖等性偏好。他們之後與恋童信息交换协会主席湯姆·奧卡羅爾接觸，在核實他們的調查明細後，把問卷以郵寄形式發放給其成員。

## 內容
《The Child Lovers》收錄了作者對77名恋童信息交换协会成員的調查結果，包含他們對兒童的態度和背景資訊。當中有三份之一的受訪者願意接受進一步訪談。作者在研究中採用了艾森克人格问卷和由該協會準備的戀童問卷。至於威爾遜和考克斯原本打算採用的性幻想问卷則被協會拒用。
研究結果顯示該些受訪者相對較內向，但神經質方面沒有顯著差異。受訪者多源自專業階層，偏好未成年男性。當中一半曾受治療，但很多認為治療無效。很多認為自己的性偏好屬正常，不需要治療。他們亦指自己對性對象存有愛意。最後收錄研究者針對10名研究對象的訪談紀錄。

## 評價
T.J.羅菲（T.J. Rolfe）在《行為研究與治療》上認為該本著作的數據「易讀和有說服力」，而且所收錄的訪談能為整體研究加入更多價值。肯·普卢默（Ken Plummer）在《英国犯罪学杂志》上評論指研究結果「不意外，但欠說服力」，指其部分結果反映了自助團體多為專業階層參與，及协会受同性戀運動影響的特點，並指其訪談能讓人更為了解戀童者的感受。羅菲同樣指出這一批研究對象的固有特點可能影響結果。羅菲還認為他們的回應「令治療師失望」，且由於兒童在跟成人的性關係當中處於不平等地位，所以不論過程中有沒有傷害，都對他們的態度表示難以同情。
F.E.凱尼恩（F. E. Kenyon）在《英国精神病学杂志》上批評研究設計本身，質疑接受研究者在整個協會當中的代表性，且難以確定他們是否因社會壓力而刻意扭曲回答。欠對照組說明他們的家庭背景是否與其他人群不同。著作沒有說明他們如何被挑選及訪談時的經過，且沒有收集他們的犯罪紀錄和為該一主題回顧文獻，著作內容本身也沒有索引。此外該本著作亦探討了兒童的哪些具體特徵被他們認為有吸引力——截至2018年，這點仍不為研究重視。到了2022年的一篇研究中，西方研究者才再度以定量方法研究這一點。